# DREAM FIGHTER
「DREAM FIGHTER」（ドリーム・ファイター）は、宮野真守の7枚目のシングル。2011年11月16日にキングレコードから発売された。

## 概要
前作「オルフェ」から約4ヶ月ぶりのリリースであり、2011年2作目のシングル。また、メジャーデビューシングル「Discovery」から7作連続で3曲入りの仕様になっている。
表題曲「DREAM FIGHTER」は、特撮テレビドラマ『ウルトラマン列伝』の第14話から第39話までのオープニングテーマとして起用された。なお、宮野の楽曲がテレビドラマの主題歌として起用されたのは初。
「innocence」は、PSPゲーム『うたの☆プリンスさまっ♪ Debut』のテーマソングとして起用された。宮野の楽曲が同ゲームのテーマソングに起用されるのは、4枚目のシングル「REFRAIN」に収録された「蒼ノ翼」以来3作ぶり。なお、テレビアニメ作品を含めると『うたの☆プリンスさまっ♪ マジLOVE1000%』のオープニングテーマに起用された前作「オルフェ」から2作連続。楽曲自体は、ジャズをモチーフとしたロック曲である。また、中山真斗が宮野の楽曲を手掛けるのは初。
表題曲にはPVが製作されており、タイトル通りDREAMに包まれながらキラキラ光輝くイメージの映像になっている。

## チャート成績
2011年11月28日付のオリコン週間シングルチャートで15位を獲得。初動売上は0.8万枚を記録し、前作「オルフェ」から約0.1万枚減少した。宮野のシングル作品が週間チャートTOP20入りを果たすのは5枚目のシングル「ヒカリ、ヒカル」から3作連続。
オリコンデイリーシングルチャートでは、11月15日付・17日付で14位、11月16日付で12位、11月18日付で16位、11月19日付で19位を獲得し、5日連続でデイリーチャートTOP20入りを果たした。
2011年11月度のオリコン月間シングルチャートで50位を獲得。推定売上枚数は1.0万枚を記録した。また、宮野のシングル作品が月間チャートにランクインするのは前作「オルフェ」から2作連続。
2011年11月28日付のBillboard JAPAN HOT 100で72位、Billboard JAPAN Hot Singles Salesで15位、Billboard Hot Animationで4位を獲得した。なお、宮野の作品がBillboard JAPAN HOT 100にランクインするのは前作「オルフェ」から2作連続。
2011年11月14日から11月20日調査分のサウンドスキャンの週間シングルCDソフトTOP20では20位、2011年11月26日放送分の『COUNT DOWN TV』内のThis Week's TOP 100では22位を獲得した。

## 批評
CDジャーナルは、「表題曲は宮野自身が出演している作品という事もあり、気合が入った作品になっている。」と評した。

## 収録曲
1. DREAM FIGHTER [3:53]
作詞：宮野真守、作曲：小山寿、編曲：高橋浩一郎
特撮テレビドラマ『ウルトラマン列伝』オープニングテーマ
アップテンポのロック曲[3]。また、詞には自身の熱い気持ちが込められている[6]。
2. Last Around [4:57]
作詞・作曲：成本智美、編曲：江上浩太郎
女性的な歌詞が展開されており、宮野は新しい世界観が開かれたと語っている[7]。
3. innocence [3:57]
作詞・作曲・編曲：中山真斗（Elements Garden）
PSPゲーム『うたの☆プリンスさまっ♪ Debut』テーマソング

## 収録アルバム
| 曲名          | 収録アルバム   | 発売日        |
| ------------- | -------------- | ------------- |
| DREAM FIGHTER | 『FANTASISTA』 | 2012年4月18日 |
| innocence     | 『FANTASISTA』 | 2012年4月18日 |